# Liste der Countys in Utah
Der US-Bundesstaat Utah ist in 29 Countys unterteilt.
| County     | Einwohner 2010 | Verwaltungssitz | Einwohner 2010 |
| ---------- | -------------- | --------------- | -------------- |
| Beaver     | 6.629          | Beaver          | 3.112          |
| Box Elder  | 49.975         | Brigham City    | 17.899         |
| Cache      | 112.656        | Logan           | 48.174         |
| Carbon     | 21.403         | Price           | 8.715          |
| Daggett    | 1.059          | Manila          | 310            |
| Davis      | 306.479        | Farmington      | 18.275         |
| Duchesne   | 18.607         | Duchesne        | 1.690          |
| Emery      | 10.976         | Castle Dale     | 1.630          |
| Garfield   | 5.172          | Panguitch       | 1.520          |
| Grand      | 9.225          | Moab            | 5.046          |
| Iron       | 46.163         | Parowan         | 2.790          |
| Juab       | 10.246         | Nephi           | 5.389          |
| Kane       | 7.125          | Kanab           | 4.312          |
| Millard    | 12.503         | Fillmore        | 2.435          |
| Morgan     | 9.469          | Morgan          | 3.687          |
| Piute      | 1.556          | Junction        | 191            |
| Rich       | 2.264          | Randolph        | 464            |
| Salt Lake  | 1.029.655      | Salt Lake City  | 186.440        |
| San Juan   | 14.746         | Monticello      | 1.972          |
| Sanpete    | 27.822         | Manti           | 3.276          |
| Sevier     | 20.802         | Richfield       | 7.551          |
| Summit     | 36.324         | Coalville       | 1.363          |
| Tooele     | 58.218         | Tooele          | 31.605         |
| Uintah     | 32.588         | Vernal          | 9.089          |
| Utah       | 516.564        | Provo           | 112.488        |
| Wasatch    | 23.530         | Heber City      | 11.362         |
| Washington | 138.115        | St. George      | 72.897         |
| Wayne      | 2.778          | Loa             | 572            |
| Weber      | 231.236        | Ogden           | 82.825         |